# Ашмјани
Ашмјани или Ошмјани (блр. Ашмяны; рус. Ошмяны) град је у севрозападном делу Републике Белорусије. Административни је центар Ашмјанског рејона Гродњенскњ области.
Према процени из 2012. у граду је живело 15.450 становника.

## Географија
Ашмјани леже на обалама реке Ашмјанке (лева притока реке Вилије), на око 52 км југоисточно од главног града Литваније Вилњуса, односно на 133 км севрозападно од главног града земље Минска.

## Историја
Ашмјани се у писаним изворима први пут помињу 1341. као део наслеђене земље која је после смрти литванског књаза Гедимина припала његовом сину Јавнутису. Године 1384. град су освојили витезови Тевтонског реда (нови напад уследио је 1402. али без успеха). У летописима тевтонских витезова град се помиње под именом Aschemynne.
Ашмјанси су били један од најважнијих трговачких градова Вилњуског војводства Велике Кнежевине Литваније почев од 1413. године. Магдебуршко право које је град добио 1566. позитивно је утицало на даљи развој трговине у граду и околини те на арст броја становника. Током XVI века постаје један од најважнијих калвинистичких центара на територији Пољско-литванске Уније.
На карти ВКЛ Томаша маковског изданој у Амстердаму 1613. означен је као Oßmiana.
Након распада Реч Посполите 1795. град је анектиран од стране Руске Империје у чијим границама је остао све до окончања Првог светског рата и Пољско-совјетског рата, када постаје делом Пољске. Године 1939. окупиран је од стране СССР и постаје делом Белоруске ССР (од 1991. у саставу је Републике Белорусије).

## Становништво
Према процени, у граду је 2012. живело 15.450 становника.
| 1979.  | 1989.  | 1999.  | 2009.  | 2012.  |
| ------ | ------ | ------ | ------ | ------ |
| 12.455 | 14.748 | 14.748 | 14.813 | 15.450 |

## Галерија
- Католичка црква светог Архангела Михаила
- Православна васкресењска црква
- Стара напуштена синагога